# Canal de riego

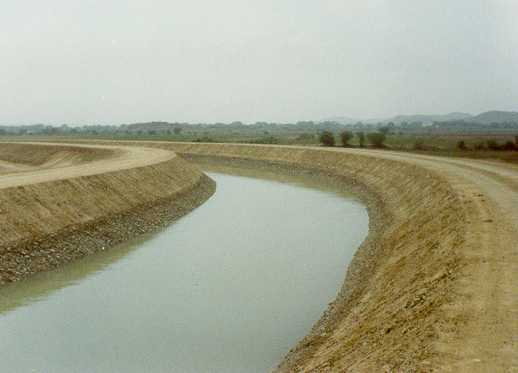
Canal principal de riego

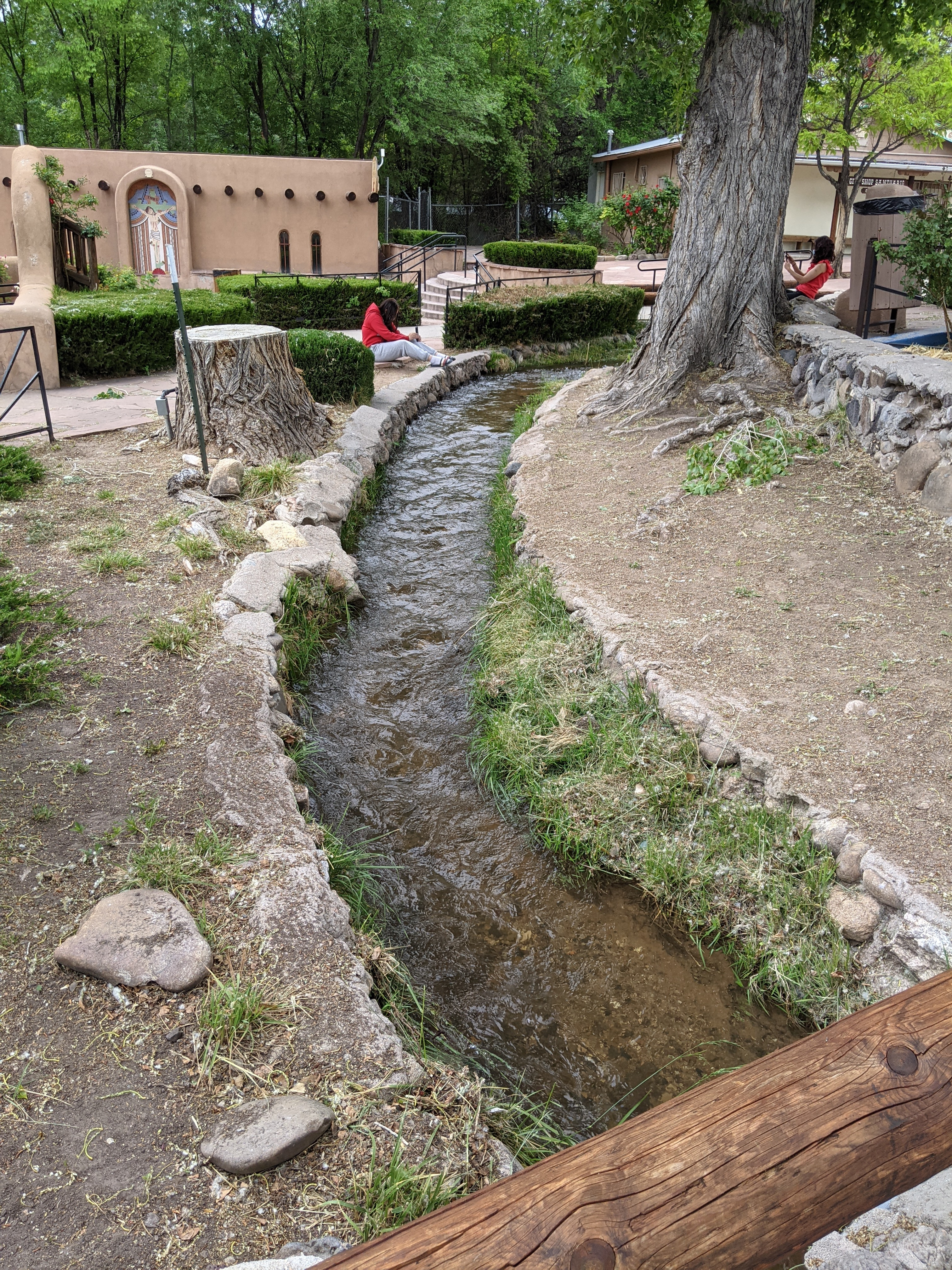
Canal de riego en Nuevo México

Los canales de riego o caces (en singular caz) tienen la función de conducir el agua desde la captación hasta el campo o huerta donde será aplicado a los cultivos. Son obras de ingeniería importantes, que deben ser cuidadosamente pensadas para no provocar daños al ambiente y para que se gaste la menor cantidad de agua posible. Están estrechamente vinculados a las características del terreno, generalmente siguen aproximadamente las curvas de nivel de este, descendiendo suavemente hacia cotas más bajas (dándole una pendiente descendente, para que el agua fluya más rápidamente y se gaste menos líquido).
La construcción del conjunto de los canales de riego es una de las partes más significativas en el costo de la inversión inicial del sistema de riego, por lo tanto su adecuado mantenimiento es una necesidad imperiosa.
Las dimensiones de los canales de riego son muy variadas, y van desde grandes canales para transportar varias decenas de metros cúbicos por segundo, llamados canales principales, hasta pequeños canales con capacidad para unos pocos litros por segundo, llamados canales de campo.

## Estructuras

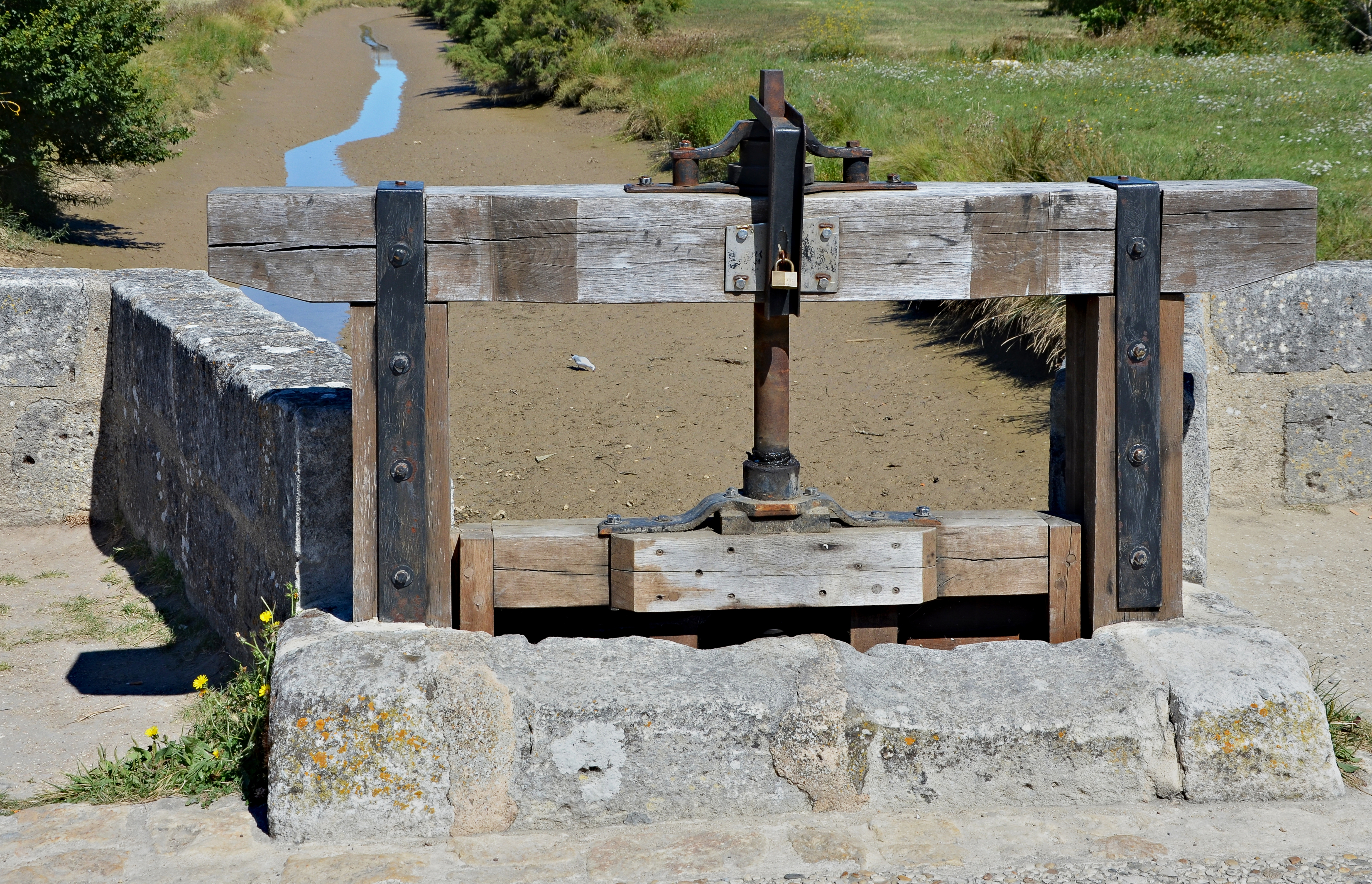
Compuerta del canal de riego de Talmont-sur-Gironde, Charente Marítimo, Francia.

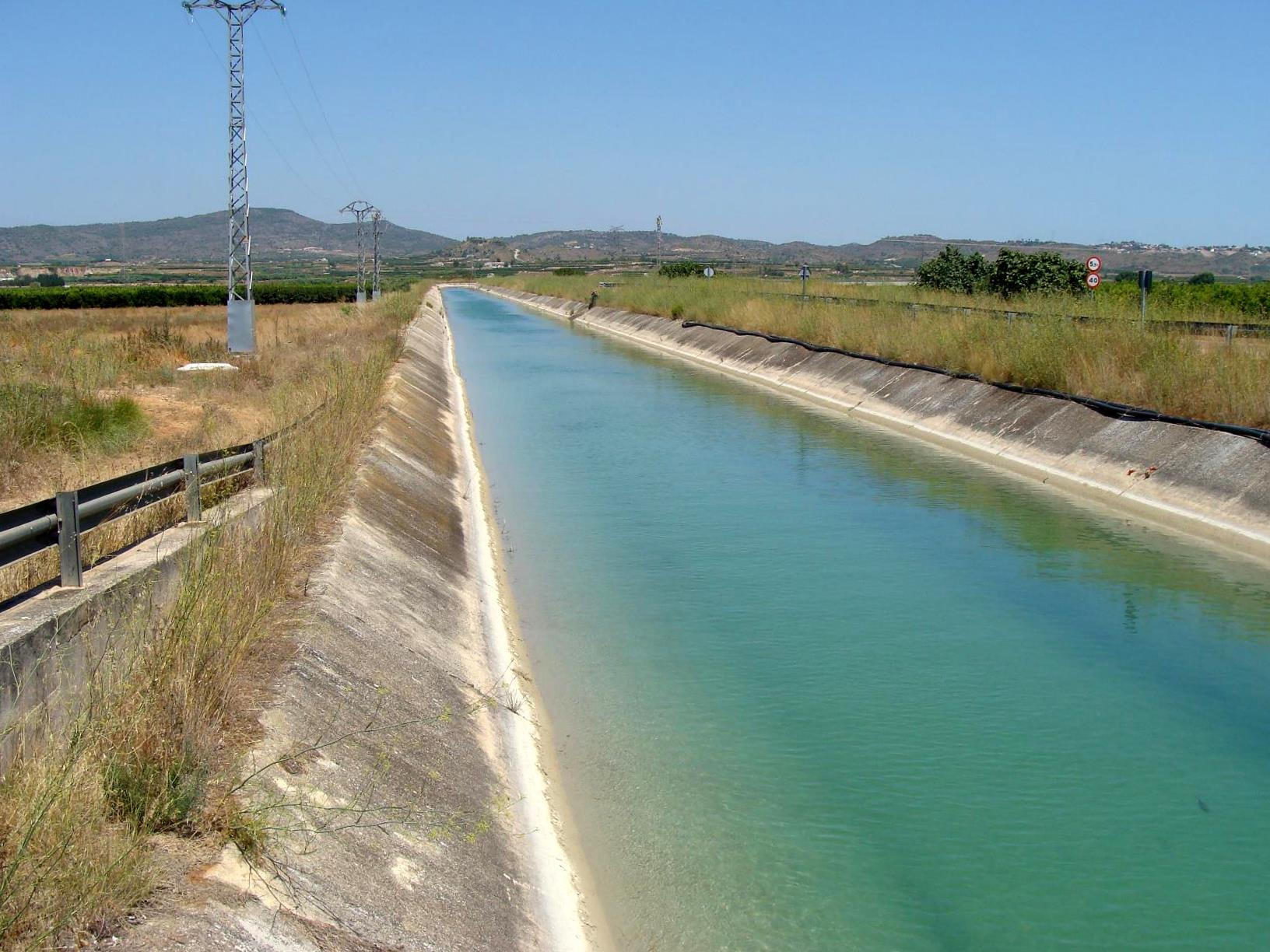
Canal Júcar - Turia, obra de regadío que cubre una extensa zona de la comarca de la Ribera Alta y de la Huerta Sur en la provincia de Valencia.

A lo largo de un canal de riego se sitúan muchas y variadas estructuras, llamadas «obras de arte», las cuales son, entre otras:
- Obras de derivación, que como su nombre lo indica, se usan para derivar el agua (utilizando partidores), desde un canal principal o río canalizado a uno secundario (por ejemplo, un brazal o levada), o de este último hacia un canal terciario, o desde el terciario hacia el canal de campo y el cañón de boquera. Generalmente se construyen en hormigón, o en mampostería de piedra, y están equipadas con compuertas, algunas simples, manuales (también denominadas tablachos), y otras que pueden llegar a ser sofisticadas, por ejemplo, manejadas a control remoto.
- Controles de nivel, muchas veces asociadas a las obras de derivación, son destinadas a mantener siempre, en el canal, el nivel de agua dentro de un cierto rango y, especialmente en los puntos terminales, con una inclinación descendente.
- Controles de seguridad, estos deben funcionar en forma automática, para evitar daños en el sistema, si por cualquier motivo hubiera una falla de operación (alguien decía alguna vez que no puede ser que si una vaca decide acostarse en el canal a tomar el fresco entonces todo el sistema se autodestruya en cascada), esto que parece una broma es tomado muy en serio por los proyectistas de los sistemas de riego. Existen básicamente dos tipos de controles de seguridad: los vertederos, y los sifones.
- Secciones de aforo, destinadas a medir la cantidad de agua que entra en un determinado canal, sobre la base del cual el usuario del agua pagará, por el servicio. Existen diversos tipos de secciones de aforo, algunas muy sencillas, constan de una regla graduada que es leída por el operador a intervalos preestablecidos, hasta sistemas complejos, asociados con compuertas autorregulables, que registran el caudal en forma continua y lo trasmiten a la central de operación computarizada.
- Obras de cruce del canal de riego con otras infraestructuras existentes en el terreno, pertenecientes o no al sistema de riego. Estas, a su vez, pueden ser de:
  - cruce de canal de riego con un canal de drenaje del mismo sistema de riego;
  - cruce de un drenaje natural con el canal de riego, a una cota mayor que este último;
  - cruce de canal de riego con una hondonada o valle;
  - cruce de canal de riego con una vía.

## Historia
Vestigios de los primeros canales de riego se pueden hallar en Mesopotamia y Egipto, unos 6000 años antes de Cristo. Por esa razón, se puede afirmar que la civilización surge cuando el ser humano deja de depender de la naturaleza, y canaliza el agua, como desarrolla depósitos de agua, para consumo humano y riego. En América, en la zona de Mesoamérica, así como en Perú, se ha encontrado canales a lo largo de todos los territorios donde proliferaron distintas civilizaciones. Las últimas grandes civilizaciones americanas, la mexica y la inca, desarrollaron grandes canales de regadío, lo que les permitió tener todos los años grandes excedentes de alimentos.
Uno de los canales de regadío más antiguos, aún en funcionamiento, es el sistema de irrigación de Dujiangyan, en China, que data del siglo III a. C.
En la antigua Roma, desarrollaron muchos sistemas de riego, como los acueductos que construyeron para proveer de agua a sus ciudades, y también a las áreas agrícolas, así como canalizaron las aguas de los lagos para proveer de agua a los campos agrícolas.
En América, el arqueólogo estadounidense Tom Dillehay y otros especialistas han identificado el que probablemente sea el canal más antiguo de América, ubicado en el área de Nanchoc, en el valle de Zaña, en la región de Cajamarca en los Andes del Norte. Se ha establecido, por radiocarbono, que data de aproximadamente 3400 años a. C.